# Ortensia (nome)
Ortensia  è un nome proprio di persona italiano femminile.

## Varianti
- Femminili: Ortenzia[1][2]
- Maschili: Ortensio[1][2][4], Ortenzio[1][2]

### Varianti in altre lingue
- Catalano: Hortensia[5]
- Ceco: Hortenzie
- Francese: Hortense[3][6]
- Inglese: Hortense[6][7]
- Latino: Hortensia[3][6][7]
  - Maschili: Hortensius[3][5][6][7]
- Polacco: Hortensja
- Portoghese brasiliano: Hortência
- Slovacco: Hortenzia
- Spagnolo: Hortensia[5][6]
- Ungherese: Hortenzia

## Origine e diffusione

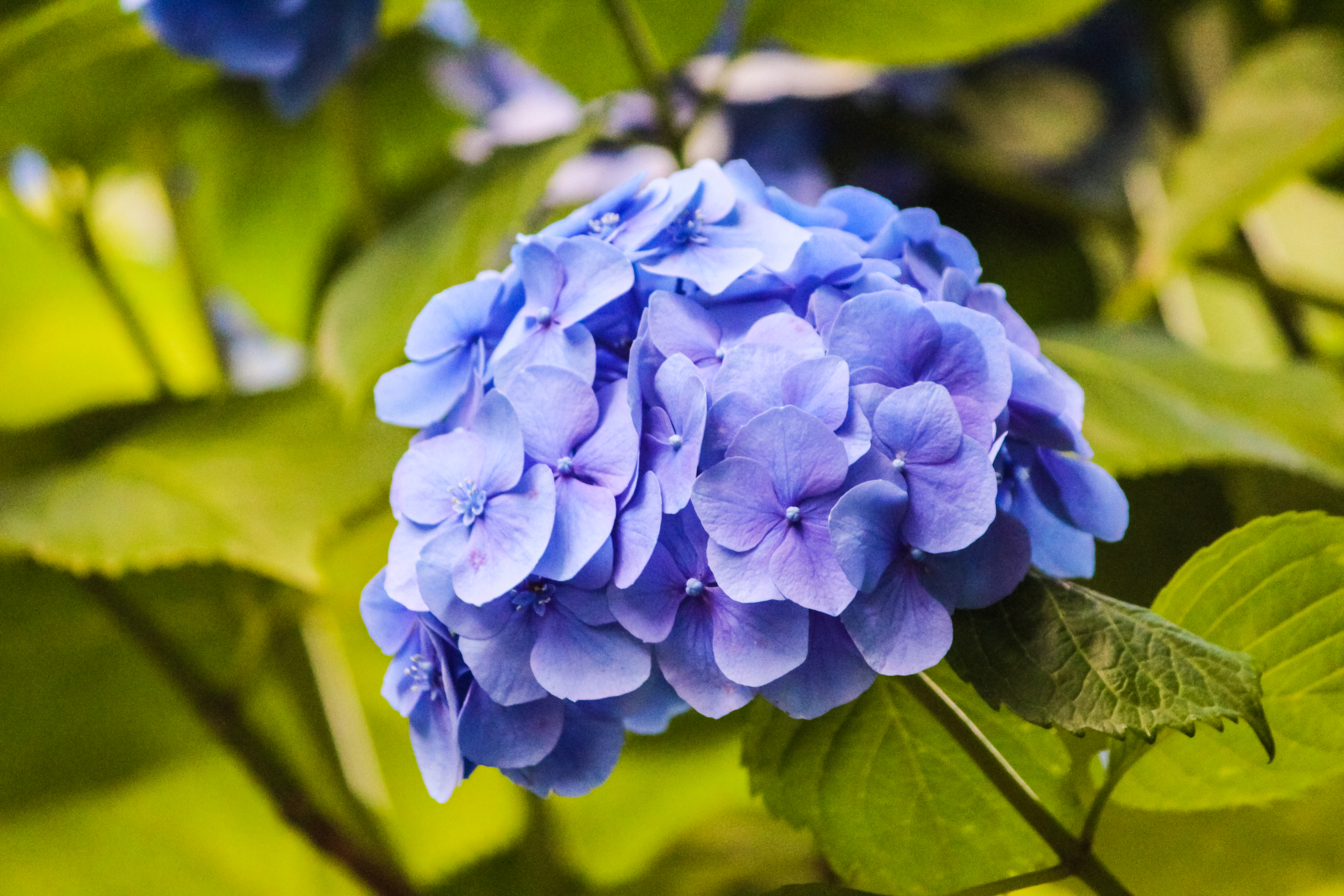
Fiori di ortensia

Alla base, si tratta di un proseguimento del gentilizio e poi nome personale latino Hortensia, femminile di Hortensius: esso deriva probabilmente da hortus ("orto", "giardino"), con il significato di "coltivatrice di orti/di giardini", "relativa al giardino" (affine a quello dei nomi Giorgio, Agricola e Ortolano). A partire dal Seicento, la forma femminile del nome ricevette nuovo slancio grazie alla figura dell'oratrice romana Ortensia, e poi ancora nel primo Ottocento per la fama di Ortensia di Beauharnais, figlia adottiva di Napoleone e regina consorte d'Olanda.
Nella maggioranza dei casi, tuttavia, si tratta di un nome di stampo floreale, ripreso da quello dell'ortensia: ricade in tal caso nell'ampia categoria dei nomi ispirati a fiori, insieme con Viola, Camelia, Nevena, Mimosa, Edelweiss, Rhoda, Azucena e molti altri. La pianta deve il suo nome ad una madame Hortense Barré Lepante o Lepaute, moglie di un orologiaio francese, a cui il botanico Philibert Commerson la volle dedicare.
Negli anni 1970 il nome risultava diffuso in tutta Italia, più frequente al Nord per le forme in -s- e al Sud per quelle in -z-.

## Onomastico
Ortensia è un nome è adespota, ovvero non è portato da alcuna santa; l'onomastico può essere festeggiato il 1º novembre, festa di Ognissanti. Numerose fonti collocano l'onomastico del nome in data 11 gennaio, in memoria di un "sant'Ortensio vescovo di Cesarea", di cui però non v'è traccia nei repertori agiografici moderni.

## Persone
- Ortensia, oratrice romana

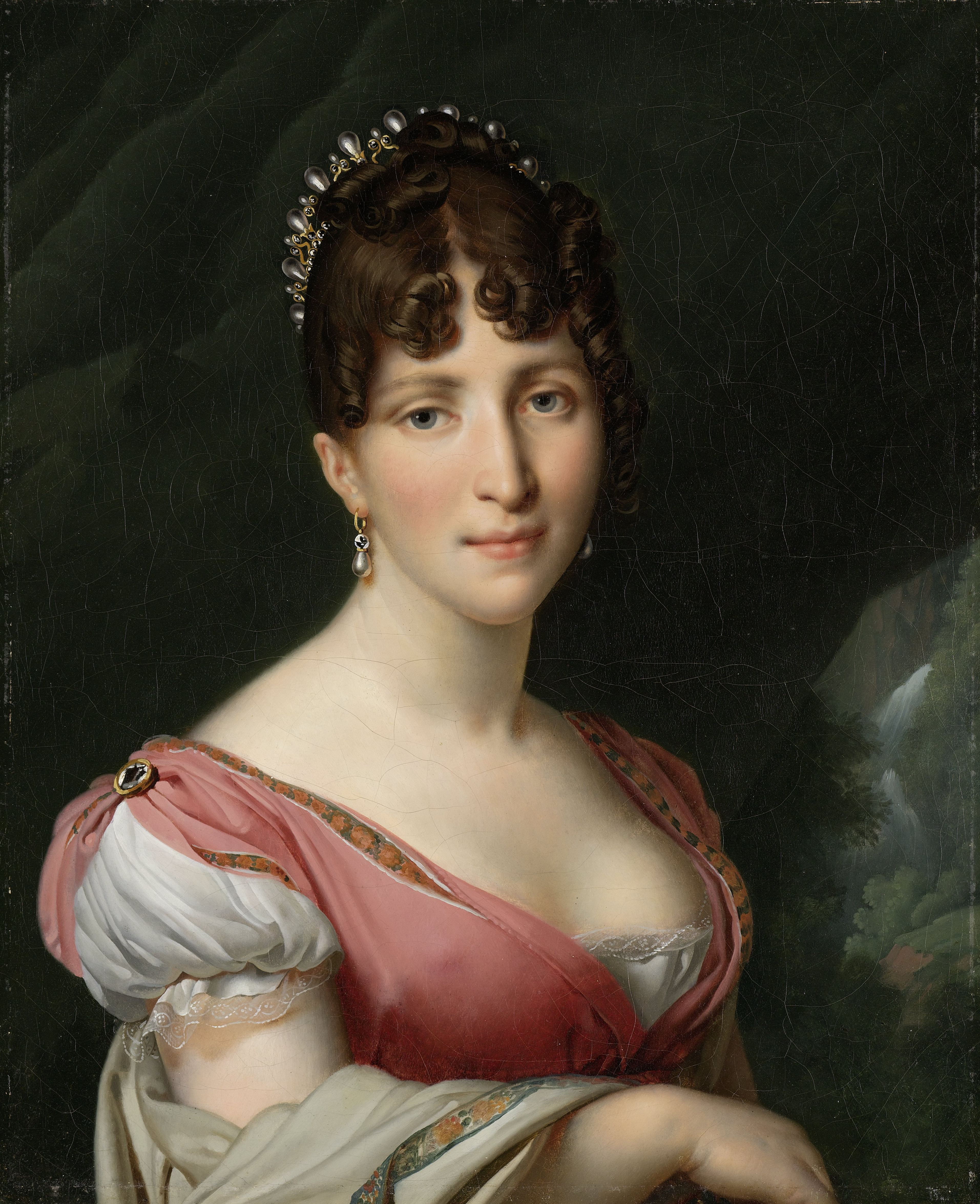
Ortensia di Beauharnais

- Ortensia di Beauharnais, regina consorte d'Olanda
- Ortensia De Meo, attivista italiana
- Ortensia Farnese, nobildonna italiana
- Ortensia Mancini, duchessa di Mazzarino e di La Meilleraye

### Variante Hortense

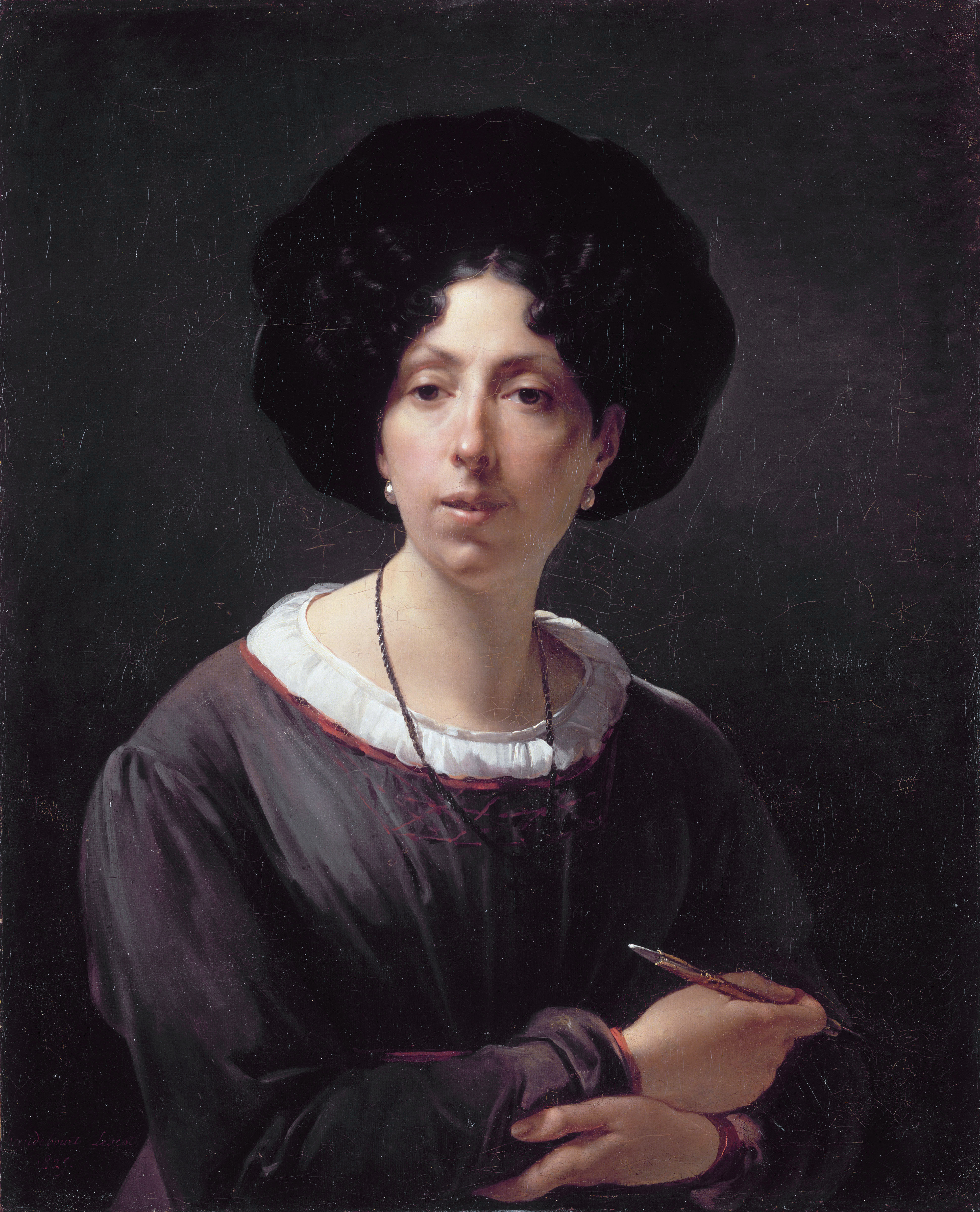
Hortense Haudebourt-Lescot

- Hortense Allart, scrittrice, saggista e femminista francese
- Hortense Béwouda, velocista camerunese
- Hortense Haudebourt-Lescot, pittrice francese
- Hortense Powdermaker, antropologa statunitense
- Hortense Schneider, soprano francese
- Hortense Serristori, scrittrice italiana

### Altre varianti femminili
- Hortensia Bussi, first lady cilena

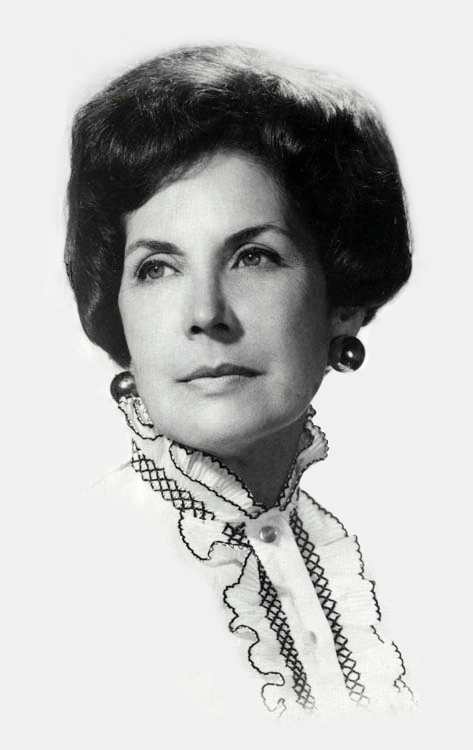
Hortensia Bussi

- Hortência de Fátima Marcari, cestista brasiliana

### Variante maschile Ortensio
- Quinto Ortensio Ortalo, oratore e avvocato romano
- Ortensio da Spinetoli, presbitero e biblista italiano
- Ortensio Abbaticchio, medico italiano
- Ortensio Lando, umanista italiano
- Ortensio Scammacca, drammaturgo italiano
- Ortensio Visconti Aicardi, vescovo cattolico italiano
- Ortensio Zecchino, storico e politico italiano

## Il nome nelle arti
- Ortensia è un personaggio nella commedia di Carlo Goldoni La locandiera.
- Ortensio è il protagonista dell'omonima opera di Cicerone.
- Ortensio è un personaggio dell'opera di Shakespeare La bisbetica domata.
- Ortensia de' Paperoni è un personaggio Disney citato da Carl Barks e apparso in alcune storie di Don Rosa, sorella di Paperon de' Paperoni e madre di Paperino.
- Hortensia è il nome di un diamante, così battezzato in onore di Ortensia di Beauharnais.